# City Life
City Life (рус. «Жизнь города», «Городская жизнь», официальное русское название — «City Life: Город твоей мечты») — полностью трёхмерная компьютерная игра в жанре градостроительного симулятора, разработанная французской компанией Monte Cristo и выпущенная в 2006 году.

## Игровой процесс
Как и многие градостроительные симуляторы (например, SimCity 4), игроку предстоит задача построить преуспевающий мегаполис. Игра сочетает в себе элементы экономической стратегии, будет необходимо контролировать расходы и доходы города. Нововведением, выгодно отличающим игру от прочих симуляторов, является появление шести социально-культурных групп.

### Социальные группы населения
Существует 6 социально-культурных групп. Нахождение в определённой «прослойке» напрямую зависит от доходов жителя и его образа жизни. Так, Интеллигенция и Белые воротнички имеют сравнительно одинаковые доходы, но первые предпочитают работать в сфере искусства и образования, а вторые — медицине, экономике и спорте. Также они предпочитают разные условия жизни. Синий воротничок не будет посещать зоны отдыха для Бюджетников и, наоборот, Бюджетник не будет работать на предприятии, где рабочие места рассчитаны на Синих воротничков.
- Низкие и Средние доходы

Классы: Беднота, Бюджетники, Синие воротнички.
Эти социальные группы с низким и средним доходом нуждаются в рабочих местах.
- Высокие доходы

Классы: Белые воротнички, Интеллигенция, Элита.
Самые обеспеченные группы населения нуждаются в качественном обслуживании. Большое количество зон отдыха, высококлассное образование и охрана. Например, обычный полицейский участок не сможет обеспечить необходимый уровень безопасности, но если расположить рядом центр SWAT, то потребность в нужном уровне охраны будет удовлетворена.

#### Система взаимоотношений между социальными группами
Социально-культурные группы имеют особые требования к месту жительства, но его критериями являются не только близость зон отдыха и рабочих мест, но и соседство с другими классами. Если рядом поселятся Беднота и Синие воротнички, то такое место будет удовлетворять обеим группам. Но Элита и Беднота ужиться рядом не смогут. Возникает социальный конфликт, грозящий гражданской войной. Проблему может решить хорошо развитая система охраны, либо выселение притесняемых граждан.

#### Список социальных групп населения
Игрок может располагать только площадки для дальнейшей застройки жилыми домами. Процесс вселения жильцов происходит независимо от игрока. На то, какая социальная группа займет здание влияют условия, в которых расположена площадка. Класс беднота не имеет особых требований к месту жительства, в то время как элита требует развитой инфраструктуры. Желание класса вселиться в данный дом отображается в правом верхнем углу экрана в виде небольшой диаграммы с иконками культурно социальных групп:
Улицы, на которых живёт и работает определённый класс отмечаются особыми цветами. Этот критерий влияет на внешний вид зданий и их жителей. Цвет социальной группы также будет преобладать в одежде её представителей. Так, класс Элита будет носить белые строгие костюмы, а Беднота — чёрные лохмотья.

#### Развитие общества
Кроме введения социально-культурных групп и системы взаимоотношений между ними, в игру добавлена возможность 'развития общества' — возможность осуществлять переход населения из одного класса в другой. Для его осуществления необходимо обеспечить существующий класс развитой системой образования, либо расположить центры повышения квалификации вблизи жилых домов. Также необходимо обеспечить будущий класс рабочими местами (крупные предприятия) и жилыми домами с развитой инфраструктурой.
Например: Если рядом с домом Синих Воротничков поставить какой-нибудь центр повышения квалификации, то Синие Воротнички «превратятся» в Белых воротничков.
Также: если рядом с домом бюджетников поставить школу высшего класса, то они «превратятся» в Интеллигенцию.

### Инфраструктура города

#### Жилые дома
Игрок может располагать только площадки для дальнейшей застройки жилыми домами. Процесс вселения жильцов происходит независимо от игрока. На то, какая социальная группа займет здание влияют условия, в которых расположена площадка. Класс беднота не имеет особых требований к месту жительства, в то время как элита требует развитой инфраструктуры.

#### Службы
Каждый класс также имеет собственные требования к месту жительства и службам, расположенным вблизи предполагаемого места жительства. Как говорилось выше, белые воротнички более требовательны к критерию безопасности и здравоохранения, нежели к образованию и торговле.
Если предоставленные услуги не будут соответствовать требованием жителей, то начнётся конфликт, перед мэрией появится группа митингующих (однако, это можно будет увидеть только на маленьком экране, расположенном в правом углу экрана. При приближении к самой мэрии, бунтующих видно не будет). Если игрок оставит произошедшее без внимания, то следует ожидать серии поджогов.

### Производство/Бизнес
Предприятия делятся на шесть типов, соответствующих социально-культурной группе, на которое они рассчитаны. Кроме классовой градаций существует разделение на малый(3 рабочих места), средний (пять мест) и крупный (8 мест, с возможностью перехода из одного класса в другой).

## Карты и их характеристики

### Классификация карт
В игре присутствует 22 карты, разделённые на 5 регионов:
- Горный район
- Каньоны
- Солнечный район
- Тропический регион
- Регион умеренного климата

Каждая карта имеет уровень сложности, определяемый по 5-балльной шкале (1 — простой, 5 — наисложнейший) по следующим критериям:
- Экология
- Для туристов
- Постройка дорог
- Разделение областей

Чтобы открыть заблокированные карты, необходимо получить ключи от города:
- Бронзовыми ключами заблокированы карты средней сложности
- Серебряными — высокой сложности
- Золотыми — экстремальной сложности

На картах могут присутствовать уникальные объекты (которые можно расставить только в режиме редактора), оказывающие влияние на уровень сложности игры. На карте «Пустыня предков» имеются развалины, схожие с Майя, служащие приманкой для туристов, а «Загрязнённом побережье» — затонувший нефтевоз, ухудшающий экологию.

### Режимы игры

#### Сценарий
Игра с целевыми установками
Игроку предстоит заработать 'медали за развитие города' (бронзовые, серебряные или золотые). Чтобы получить их, необходимо достичь:
- определённой численности населения
- процента соотношения определённой социально-культурной группы к общей численности населения (например, 25 % белых воротничков от всего населения)
- определённого дохода от предприятий или отелей
- уровня сальдо

Каждой карте соответствуют определённые условия получения медалей.

#### Свободная игра
Игра без целевых установок

## Редактор
Кроме самой игры издатели также выпустили редактор, позволяющий создавать и изменять существующие карты. Также, с его помощью игрок может открыть некоторые возможности, заблокированные в обычном режиме (без редактора). Программа включена в комплектацию обычного диска с игрой.

Редактор игры — тот же алгоритм, который использовали наши разработчики для её создания. Он позволяет не только делать новые карты, но также и даёт возможность варьировать параметры игры. Он очень гибкий в использовании и позволяет влиять на особенности геймплея, если у моддеров возникнет такое желание. <…>
Это позволяет опытным игрокам создавать дополнительные здания в «City Life». Мы гордимся тем, что смогли реализовать эту идею. Мы хотели, чтобы пользователи могли обмениваться своими творческими идеями, и сделали всё возможное, чтобы им в этом помочь.
Рено Бокле, руководитель и главный дизайнер проекта

Однако, Monte Cristo не советует пользоваться редактором игроку и не несёт ответственности за проблемы и последствия использования программы, о чём информирует при его загрузке.

## Другие игры серии

### City Life: Deluxe
Официальное дополнение для игры «City Life». Издана в России под названием «City Life: Город без границ». Было добавлено более 100 новых зданий, (например, точная копия Белого Дома и Кремля). Также появилась возможность импортировать в игру собственные mp3-файлы и выставлять города на обозрение в Интернет.

### City Life: Edition 2008
Второе официальное дополнение. В России издано как «City Life 2008: Город, созданный тобой» и имеет альтернативное название «City Life: World Edition».
В это издание было добавлено 60 новых и более 300 построек из «City Life: Deluxe» (среди них точные копии Эйфелевой башни, Королевского театра Ковент-Гардена и Собора святого Павла), 10 новых карт, 5 разных климатических зон, упрощённый редактор зданий, позволяющий создавать новые постройки из элементов старых.

## Оценки
| Сводный рейтинг       | Сводный рейтинг |
| Агрегатор             | Оценка          |
| --------------------- | --------------- |
| GameRankings          | 76,22 %         |
| Metacritic            | 76/100          |
| Иноязычные издания    |                 |
| Издание               | Оценка          |
| Eurogamer             | 8/10            |
| GameSpot              | 7,8/10          |
| IGN                   | 8,0/10          |
| Русскоязычные издания |                 |
| Издание               | Оценка          |
| Absolute Games        | 65 %            |
| «Страна игр»          | 7,5/10          |

| Сводный рейтинг | Сводный рейтинг |
| Агрегатор       | Оценка          |
| --------------- | --------------- |
| GameRankings    | 69,06 %         |

В целом игра получила хорошие отзывы, не избежав сравнения с серией SimCity. Многие остались недовольны неудобной программой обучения (которая, впрочем, отсутствовала — её заменили картинки с пояснениями). Позже была раскритикована 3D графика, но отмечена приемлемая детализация объектов. Игру также похвалили за введения культурно-социальных групп и систему их взаимоотношений.